# Полоничная
Полоничная (укр. Полонична) — село в Добротворской поселковой общине Шептицкого районаЛьвовской области Украины.
Население по переписи 2001 года составляло 617 человек. Занимает площадь 20,27 км². Почтовый индекс — 80415. Телефонный код — 3254.